# Olibrus millefolii
Olibrus millefolii är en skalbaggsart som först beskrevs av Gustaf von Paykull 1800.  Olibrus millefolii ingår i släktet Olibrus, och familjen sotsvampbaggar. Arten är reproducerande i Sverige.

## Bildgalleri

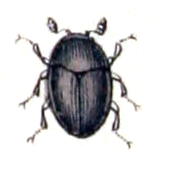